# Xiyuan, Zhangping
Xiyuan (kinesiska: 西园) är en köping i sydöstra Kina. Den ligger i Zhangping i staden Longyan i provinsen Fujian, omkring 210 kilometer sydväst om provinshuvudstaden Fuzhou. Antalet invånare är 10 761. Befolkningen består av 4 874 kvinnor och 5 887 män. Barn under 15 år utgör 11,0 %, vuxna 15-64 år 76 %, och äldre över 65 år 11,0 %.